# 2019年菲律賓麻疹爆發
2019年初，菲律賓呂宋島、維薩亞斯群島與北民答那峨的部分區域爆發麻疹疫情，該國衛生部官員推測這波疫情可能與早前的登革熱疫苗爭議造成民眾接種疫苗的意願下降有關。截至同年11月底，菲律賓衛生部門統計全年該國共有44014人感染麻疹，其中576人死亡。

## 流行病學
2019年2月6日，菲律賓衛生部因馬尼拉大都會1月1日至2月9日間的麻疹病患人數較去年同期上升了550%，宣布麻疹疫情爆發，並於隔日（2月7日）將疫情範圍擴大到中央呂宋、卡拉巴松、中維薩亞斯與東維薩亞斯等區域。截至2月11日，這波疫情已造成超過4300人感染，至少70人死亡，其中以馬尼拉大都會與卡拉巴松最為嚴重，兩區各有超過1000人染病。2月22日，菲律賓衛生部門統計全國共有11459人感染，其中189人死亡。截至3月26日全國共有23563人感染，其中338人死亡。至4月13日感染人數達31056人，死亡人數達415人。11月23日，菲律賓衛生部門統計該國全年共有44014人感染麻疹，其中576人死亡。

## 原因
雖然菲律賓的公立醫院與衛生中心都有提供免費的麻疹疫苗供民眾施打，但許多該國民眾對疫苗抱持懷疑態度，根據倫敦衛生與熱帶醫學院所做的民調，2015年的受訪者中有93%的民眾信任疫苗，但2018年再次調查的結果，1500名受訪者中僅有32%信任疫苗。菲律賓衛生部部長法蘭西斯科·杜克認為民眾不信任政府供給的疫苗，是早前的登革熱疫苗爭議所致，2016年-2017年，有多名兒童疑似因接種登革熱疫苗而死亡。
聯合國兒童基金會則表示這波疫情爆發是該國醫療系統的失敗所致，指該國未能有效地把疫苗分配到基層行政單位，該組織表示菲律賓的麻疹疫苗接種率近年來持續下降，10-15年前約有88%民眾接種疫苗，疫情爆發時則下降到74%。